# Serge VI de Naples
Serge VI de Naples (mort avant 1107) fut magister militum et duc de Naples corégent en 1067-1075 puis seul de 1090-1100 à sa mort.

## Biographie
Il est le fils d'un sénateur napolitain Jean, et il succède à son oncle, frère ainé de Jean, le duc Serge V qui l'associe au trône entre 1067 et 1075. Sa sœur Inmilgia épouse le duc Landolf de Gaète. Son règne est mal connu du  fait du manque de sources documentaires.
Pour faire face à la conquête normande de l'Italie du Sud, Serge renforce l'alliance Napolitaine avec l'Empire byzantin et il obtient entre 1090 et 1093 le titre byzantin de protosebastos Il apporte son aide au prince normand de Capoue  Jourdain Ier d'Aversa quand ce dernier rompt son allaince avec le pape Grégoire VII et transfert l'hommage de sa principauté à l'empereur germanique Henri IV. Le pape écrit au prince Gisulf II de Salerne afin de lui demander de persuader Serge de cesser  de donner son appui à Jourdain et à Henri IV.
Vers 1078, Serge épouse Limpiasa, fille du prince Richard Ier de Capoue et de Fressende, une fille de Tancrède de Hauteville. Il a comme successeur leur fils, Jean VI, qu'il associe au trône vers 1090,.

## Sources
- (en) Cet article est partiellement ou en totalité issu de l’article de Wikipédia en anglais intitulé « Sergius VI of Naples » (voir la liste des auteurs).